# Hippolyte Le Bas
Pour les articles homonymes, voir Le Bas.
Louis Hippolyte Le Bas ou Hippolyte Lebas est un architecte français, professeur d'histoire et de théorie de l'art, né à Paris le 31 mars 1782 et mort dans la même ville le 12 juin 1867. Membre de l'Institut de France, il compte aussi parmi les ancêtres de la famille Halévy.

## Biographie

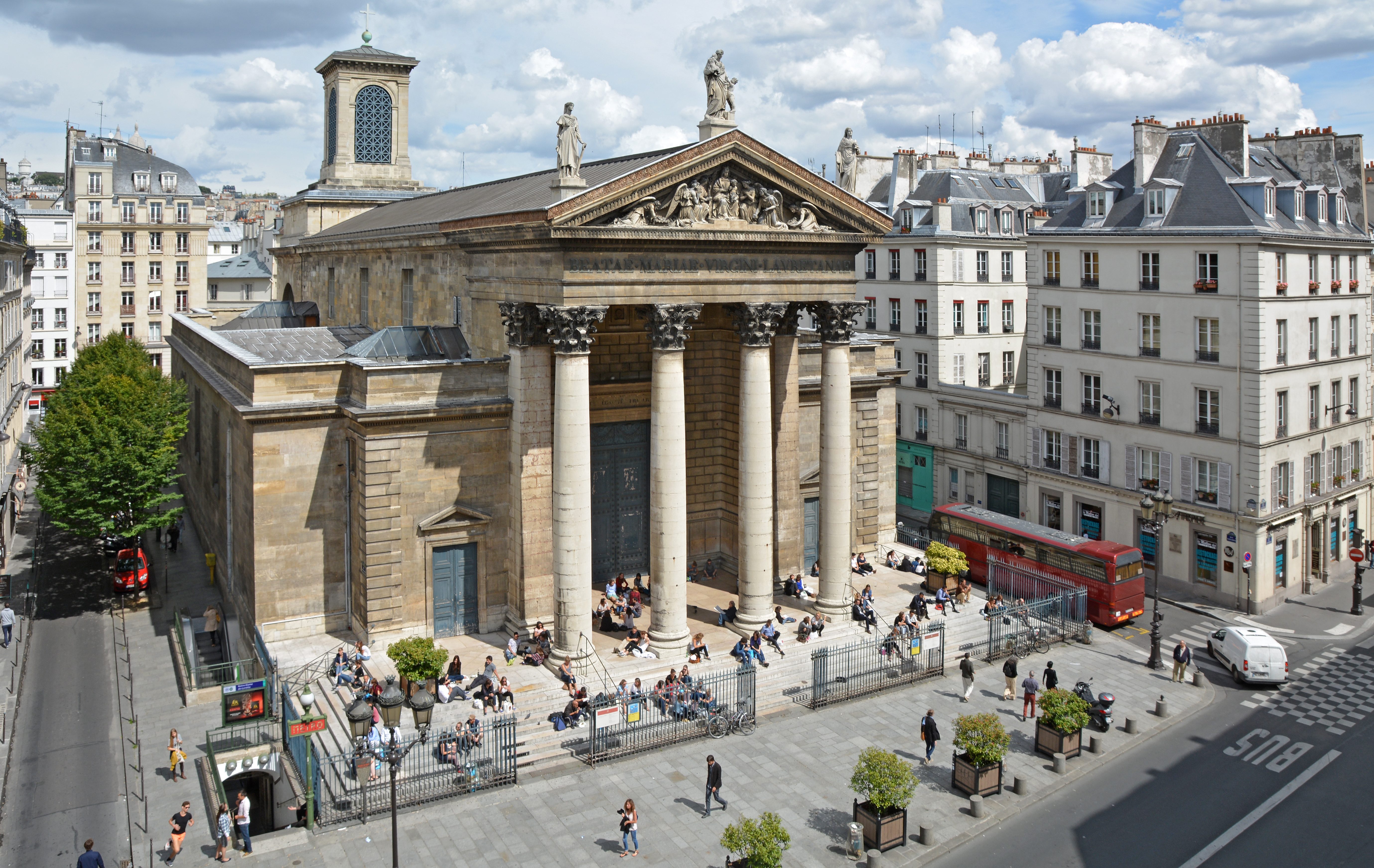
Notre-Dame de Lorette

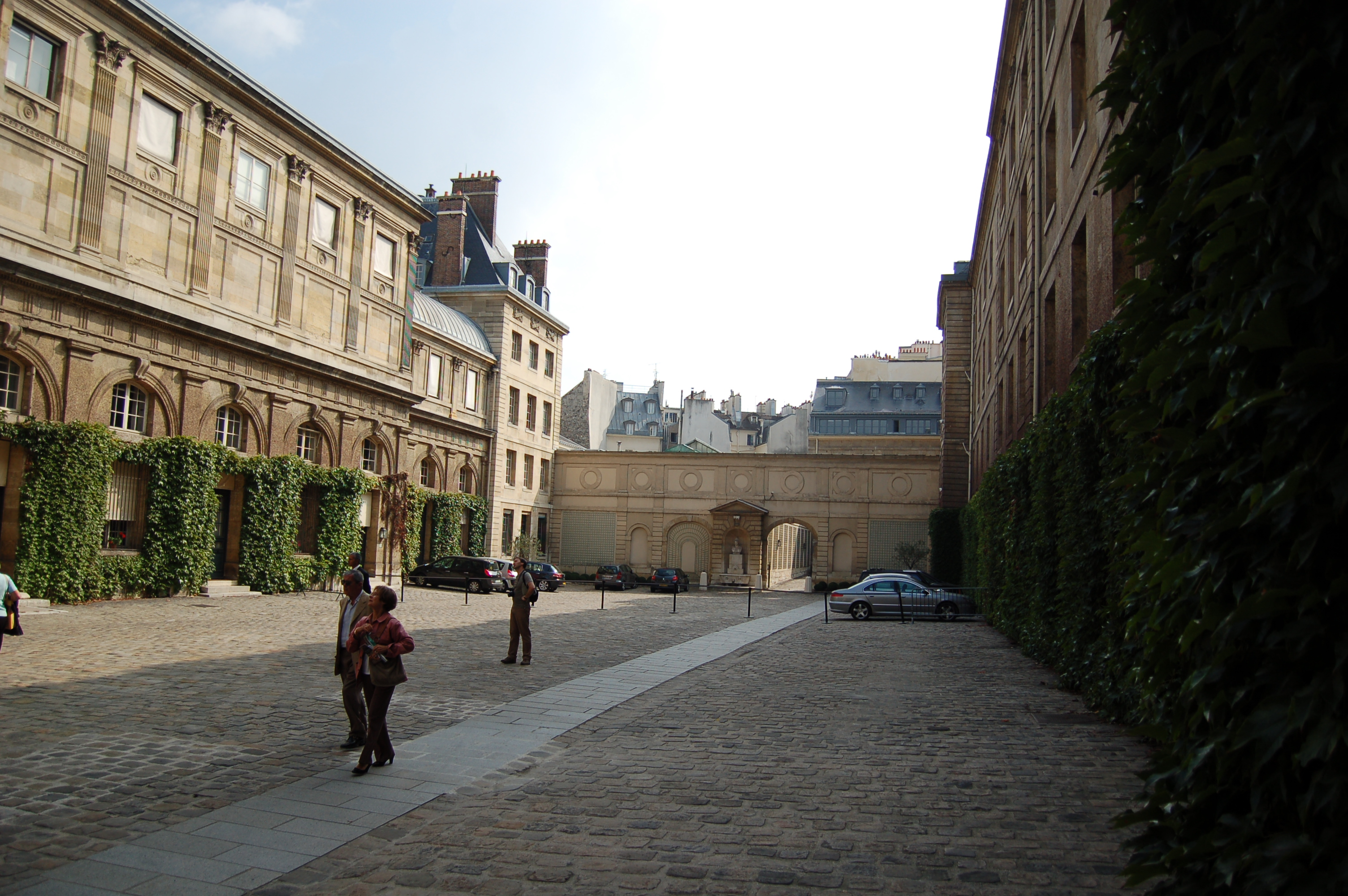
La deuxième cour de l'Institut de France

À l'origine de la vocation d'Hippolyte, ses liens de famille avec les Vaudoyer, architectes. Sa mère est en effet la sœur d'Antoine Vaudoyer et la tante de Léon Vaudoyer. Les deux familles vivaient alors dans la même maison de la rue de Savoie. Le jeune homme, à force de visiter l'atelier de son oncle, prit goût à l'architecture. Outre celui d'Antoine Vaudoyer, Hippolyte reçoit l'enseignement de Charles Percier et celui de Pierre Fontaine.
Contrairement à son oncle et à son cousin, Hippolyte n'obtient pas le premier grand prix de Rome d'architecture, seulement le second. Il n'a donc pas normalement droit à un séjour au frais de l'État dans la ville éternelle. Il va cependant se débrouiller pour y aller trois fois, et même à la villa Médicis ! La première fois, c'est à l'occasion de son service militaire en 1803. Il obtient d'être incorporé dans l'escadron des gardes de Murat, qui lui accorde même le droit de dessiner les monuments qu'il verra. La deuxième fois, c'est quand il ne décroche que le second grand prix de Rome, en 1806. Il obtient de l'Institut la faveur de séjourner à la villa Médicis, mais sans le titre de pensionnaire. Il y travaille aux côtés de l'architecte Pierre-Adrien Pâris, qui la dirige, à des relevés de vestiges antiques et de monuments plus récents. Il y reviendra encore en 1811 avec son ami François Debret pour une vaste étude sur un architecte de la Renaissance, Jacopo Barozzi da Vignola, qui donnera lieu à publication à partir de 1815.
De retour à Paris, il doit d'abord se contenter de seconder des maîtres en place en qualité d'inspecteur des travaux. C'est avec ce titre qu'il assiste Pierre Fontaine pour la construction de la Chapelle expiatoire (1816-1824) à Paris, puis Éloi Labarre pour l'achèvement des travaux du Palais Brongniart de 1813 à 1826.
Une étape est franchie quand il remporte le concours organisé en 1823 pour la construction de l'église Notre-Dame de Lorette à Paris. Deux années plus tard, c'est celui de la prison de la petite Roquette, qu'il gagne. Elle sera édifiée de 1826 à 1836 (démolie en 1974), premier exemple en France d'une prison panoptique, suivant un plan appliqué aux États-Unis à l'établissement correctionnel d'Auburn (État de New York).
Autre étape qui compte dans sa carrière, et même dans sa vie tout court : il succède en 1824 à son oncle Vaudoyer comme architecte de l'Institut. Il y conçoit une aile de la seconde cour qui abrite diverses salles de travail pour les cinq académies plus la grande salle des séances et la galerie des collections. Ce bâtiment est inauguré en 1846 et porte depuis son nom. En 1832, il bénéficie d'un logement de fonction sur place qu'il gardera jusqu'à sa mort. Le logement est suffisamment vaste pour qu'il y héberge ses enfants et petits-enfants Halévy. Quand en 1854, Fromental Halévy devient secrétaire perpétuel de l'Académie des Beaux-Arts, il est lui aussi logé à l'Institut, qui devient un véritable phalanstère Halévy ! Naturellement, Hippolyte Le Bas est membre de l'Académie des Beaux-Arts, depuis 1825.
Son style s'inscrit dans la continuité de celui qui prévalait sous l'Empire, il est néo-classique. Ainsi, Notre-Dame de Lorette s'inspire des églises paléochrétiennes de Rome qu'il a étudiées lors de son deuxième voyage en Italie.
Il a consacré une large part de son temps à l'enseignement. Dès 1819, son oncle Antoine Vaudoyer l'associe à la direction de son atelier à l'École des Beaux-Arts. En 1840, il est y nommé professeur d'histoire de l'architecture après le décès de Huyot. Il enseigne seul pendant une dizaine d'années puis prend un suppléant, Albert Lenoir, fils du célèbre Alexandre. Dans cet enseignement, qui a marqué plusieurs générations d'architectes, il s'est efforcé de montrer l'évolution de l'architecture à travers tous les âges et dans tous les pays, dans la tradition historiciste de Johann Joachim Winckelmann tout en mettant en lumière, mais de manière raisonnée, la perfection classique, à la manière de Quatremère de Quincy.
De son mariage avec Colombe Isambert en 1811, il a eu deux enfants : Gabriel Hippolyte Le Bas (1812-1880), peintre de la Marine, et Alexandrine (1813-1893), mariée à Léon Halévy (1802-1883) et mère de Ludovic Halévy (1834-1908).
Sa bibliothèque et l'important ensemble de dessins réalisés par lui ont été vendus peu après sa mort, mais on conserve le catalogue de ses livres et gravures, ainsi que celui de ses dessins et tableaux. On y trouve des œuvres de ses collègues architectes (Pierre Fontaine, Charles Percier, Félix Duban), et d'artistes contemporains tels qu'Ernest Meissonnier, Horace Vernet, Eugène Isabey, Eugène Delacroix, Hippolyte Flandrin, Jean-Dominique Ingres... Les précieux recueils de plans et dessins pour Fontainebleau, que Charles Percier lui avait légués, ont été exclus de la vente et donnés à l'Institut.

## Élèves
- Louis-Jules André
- Théodore Ballu
- Gustave Clausse[11]
- Charles Garnier
- Louis-Victor Louvet
- Gustave Meurant
- Wilbrod Chabrol

## Hommages
- Il existe une rue Hippolyte-Lebas dans le 9e arrondissement de Paris, à proximité de l'église Notre-Dame-de-Lorette.
- et aussi à Rosporden (Finistère)